# За Родину (опергруппа НКГБ УССР)
«За Родину» (укр. «За Батьківщину») — оперативно-разведывательная группа в составе 4 оперработников и 2 радистов под руководством начальника отдела Четвёртого управления НКГБ УССР Храпко Виктора Ивановича.

## Разведывательная деятельность
Группа была заброшена в тыл противника 20 сентября 1943 года. В течение почти шести месяцев группа через приобретенную агентуру и другие источники в тылу противника получала и представляла в НКГБ УССР информацию о деятельности оуновского подполья и Украинской повстанческой армии.
Оперсостав группы имел на связи более 150 агентов, из которых были созданы резидентуры в городах Ельске, Овруче и Мозыре. В оуновское подполье и отряды УПА внедрено 12 агентов. Выявлено около 300 участников националистического подполья и лиц, сотрудничавших с оккупантами.
Опергруппа добывала необходимые разведданные для партизанского соединения, обеспечивая разработку планов боевых операций против гарнизонов противника и продвижения по маршрутам рейдов. Ею были выявлены и обезврежены 8 агентов немецкой разведки и 23 предателя. Участниками созданных резидентур в городах Ельске, Белокоровичах, Словечно и Олевске осуществлен ряд диверсионных актов, которые нанесли серьёзный урон противнику.
Группой добыты документы штаба 13-го немецкого железнодорожного батальона и ряд секретных приказов немецкого командования, а также данные о готовящейся противником линии обороны по реке Западный Буг.
В начале ноября 1943 года группа получила сведения об укреплении противником опорных пунктов в районе Мозырь—Коростень—Житомир, о возведении линии обороны по шоссе Киев—Житомир и концентрации артиллерийских подразделений на этом участке. Были получены данные о направлении немцами 46 врачей и фельдшеров, снабженных отравляющими веществами, для проведения терактов в партизанских соединениях, о чём были проинформированы все партизанские ограды, и усилена борьба с проникновением к партизанам агентуры противника.
Выполнив задание, группа «За Родину» в феврале 1944 года вышла из вражеского тыла и прибыла в Киев.
За выполнение спецзадания в тылу врага Указом Президиума Верховного Совета СССР от 14 января 1944 года руководитель группы Храпко В. И. награждён орденом Красного Знамени.

## Документы
- Докладная записка № 62 о зафронтовой работе группы «За Родину». Архив СБУ.